# 팔각기둥

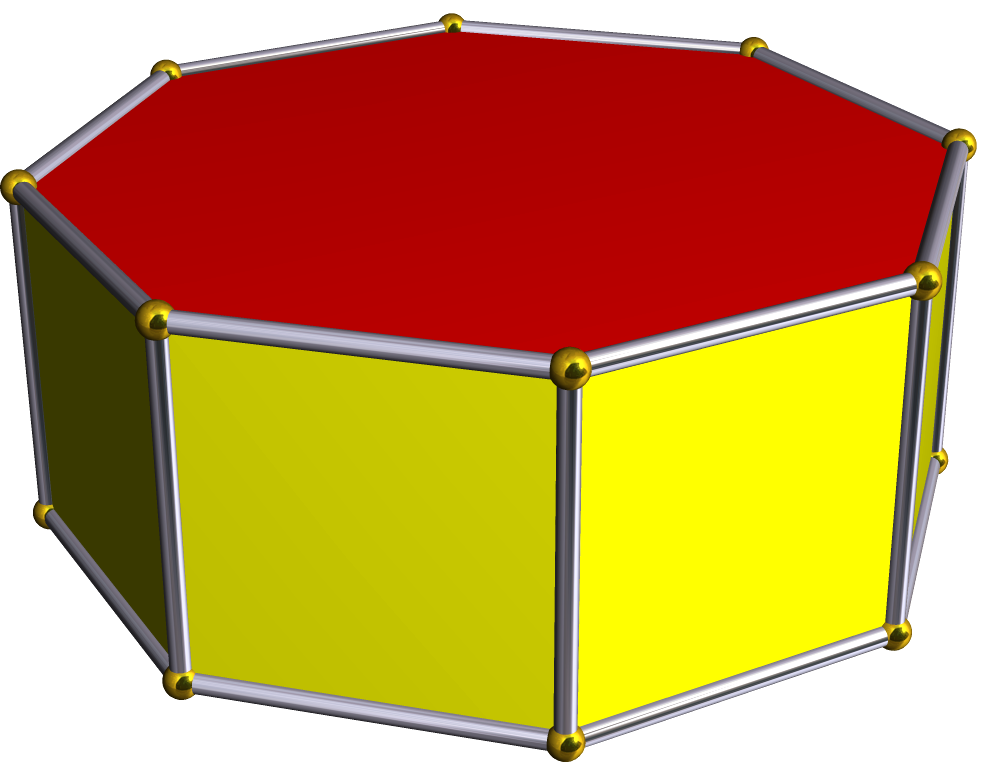
팔각기둥은 마름모육팔면체의 두 사각지붕 사이에 들어 있는 것으로, 엇오각기둥이 정이십면체의 두 오각뿔 사이에 있는 도형이라는 것과 동일하다.

팔각기둥 이란 밑면이 팔각형인 각기둥이다. 꼭짓점 배치는 4.4.8이며, 면은 10개, 모서리는 24개, 꼭짓점은 16개이다. 이것도 모든 면을 정다각형으로 만들었을 경우 마름모육팔면체의 두 사각지붕을 자르고 남은 입체 도형이기도 하다. 이것이 바로 마름모육팔면체가 정사각지붕 -- 정팔각기둥 -- 정사각지붕을 붙여서 만들 수 있다. 또한 이는 정이십면체가 정오각뿔 -- 엇정오각기둥 -- 정오각뿔 순서대로 붙여서 만들어낼 수 있다는 것과 비슷하며, 두 사각지붕이 같은 밑면끼리 맞붙여야 한다. 정이십면체가  비틀어 늘린 맞붙인 오각뿔이라면 마름모육팔면체는 늘린 맞붙인 두 사각지붕인 것과 동일하다. 또한 엇정오각기둥의 한 밑면에 정오각뿔이 붙은 비틀어 늘린 오각뿔이 정이십면체의 한 부분을 자른 것이어서 그 곳에다 정오각뿔을 하나 더 붙인 것이 정이십면체가 똑같이 되므로, 이를 이용해 정팔각기둥의 밑면에 정사각지붕 하나가 붙은 늘린 사각지붕이 마름모육팔면체의 한 사각지붕을 자른 것과 동일한 것이다. 따라서 거기에다 사각지붕을 하나만 더 붙이면 다시 마름모육팔면체가 된다. 이에 대해서 더 알아보고싶다면 엇오각기둥 문서에도 나와 있지만, 지붕이 붙은 깎은 정다면체와 자르고 비튼 마름모십이이십면체/정이십면체는 당연하고, 그 뿐만이 아닌 뿔이 붙은 정다면체와 각기둥 (늘린 쌍각뿔 포함) 과 비틀어 늘린 (쌍)늘린/(둥근)지붕 비틀어 늘린 맞붙인 (둥근) 지붕과 늘린 (맞붙인/비틀어) 붙인 (둥근)지붕 문서도 같이 참고할 것

## 같이 보기
- 정이십면체와 자른 정이십면체, 엇오각기둥 및 비틀어 늘린 오각뿔
- 마름모육팔면체와 늘린 사각지붕
- 지붕이 붙은 깎은 정다면체와 각뿔이 붙은 정다면체 및 각뿔이 붙은 육각기둥과 각뿔이 붙은 삼각기둥과 오각기둥
- 자른 마름모십이이십면체와 비튼 마름모십이이십면체
- 비틀고 자른 마름모십이이십면체
- (비틀어)  늘린 각뿔과 쌍각뿔, (비틀어) 늘린 (비틀어 붙인) 지븡과, 비틀어 맞붙인 지붕
- (엇)각기둥과  (기둥형) 고른 다면체, 그리고 뿔/지붕형 다면체와 이에 관련된 고른 다면체의 목록 (평평해서 존슨의 다면체가 아니어도 상관없다. 괄호 속에 있는 것을 관련된 고른 다면체와 그것의 꼭짓점 배치이다. 특히 삼육각평지붕 (삼육각형 타일링 3.6.3.6) 과 사각평지붕 (정사각형 타일링 4.4.4.4)  , 육각지붕 (마름모삼육각형 타일링 3.4.6.4) 과 육각뿔 (정삼각형 타일링 3.3.3.3.3.3))